# Babrius murcidus
Genre
Espèce
Babrius murcidus, unique représentant du genre Babrius, est une espèce d'opilions laniatores à l'appartenance familiale incertaine.

## Distribution
Cette espèce est endémique de Sumatra en Indonésie. Elle se rencontre sur Nias.

## Description
L'holotype mesure 3,75 mm.

## Publication originale
- Thorell, 1890 : « Aracnidi di Nias e di Sumatra raccolti nel 1886 dal Sig. E. Modigliani. » Annali del Museo Civico di Storia Naturale di Genova, vol. 30, p. 5-106 (texte intégral).